# The Narrow Path (film fra 1918)
The Narrow Path er en amerikansk stumfilm fra 1918 af George Fitzmaurice.

## Medvirkende
- Fannie Ward - Marion Clark
- W.E. Lawrence - Dick Strong
- Irene Aldwyn - Gladys Strong
- Sam De Grasse - Malcolm Dion
- Mary Alden - Margaret Dunn